# 인동가산로
인동가산로(Indonggasan-ro)는 경상북도 구미시 황상동에서 칠곡군 가산면 석우리를 잇는 경상북도의 도로이다. 도로의 총 길이는 12.9km이고, 왕복 4~10차선 도로이다. 지방도 제514호선의 일부이다.

## 주요 경유지
- 구미시
  - 인동동(진평동, 인의동, 구평동, 신동)
- 칠곡군
  - 가산면(학하리, 학상리, 송학리, 석우리)

## 노선 경로
전 구간 지방도 제514호선에 속하므로 이 노선에 대한 별도 표기는 생략한다.
| 이름           | 접속 노선                    | 소재지        | 소재지                | 비고          |
| 삼일로와 직결  | 삼일로와 직결                | 삼일로와 직결 | 삼일로와 직결         | 삼일로와 직결 |
| -------------- | ---------------------------- | ------------- | --------------------- | ------------- |
| (이름 없음)    | 삼일로                       | 구미시        | 서: 진미동 동: 인동동 |               |
| 인동네거리     | 이계북로 인동중앙로          | 구미시        | 서: 진미동 동: 인동동 |               |
| 구평동우체국앞 | 인동43길                     | 구미시        | 인동동                |               |
| 구평 교차로    | 국도 제33호선 (구미우회도로) | 구미시        | 인동동                |               |
| (이름 없음)    | 학신로 학상1길               | 칠곡군        | 가산면                |               |
| 송학 교차로    | 국도 제25호선 (낙동대로)     | 칠곡군        | 가산면                |               |
| 하판교         |                              | 칠곡군        | 가산면                |               |
| 송학사거리     | 송신로                       | 칠곡군        | 가산면                |               |
| 석우1교 석우교 |                              | 칠곡군        | 가산면                |               |
| 석우리         | 국도 제5호선 (경북대로)      | 칠곡군        | 가산면                |               |

## 주요 건물 및 시설
- 인동우체국 - 경상북도 구미시 인동가산로 5
- 구평남부초등학교 - 경상북도 구미시 인동가산로 250-25
- 천생중학교 - 경상북도 구미시 인동가산로 250-33
- 구평초등학교 - 경상북도 구미시 인동가산로 382-14